# Ischyrosaurus
Genre
Espèce
Ischyrosaurus (signifiant « lézard fort ») est un nom informel donné à un genre de dinosaures sauropodes du Jurassique supérieur retrouvé en Angleterre. L'espèce-type, Ischyrosaurus manseli, a été décrite par Richard Lydekker en 1888. Il a longtemps été un synonyme du Pelorosaurus.
Le genre est basé sur l'holotype BMNH R41626, retrouvé en 1868 dans la formation géologique des argiles de Kimmeridge dans le Dorset, datée du Kimméridgien.

## Histoire
Décrit brièvement par John Hulke en 1869, ce dernier l'a nommé en 1874.
Comme plusieurs restes de sauropodes du Jurassique supérieur et du Crétacé inférieur d'Europe, il est associé à la branche des Ornithopsis et Pelorosaurus. En 1888, Lydekker le décrit sous le nom de Ornithopsis manseli puis, en 1909, Friedrich von Huene le nomme Pelorosaurus manseli,,.
En 2004, Upchurch et al. classe le genre nomen dubium.